# Kerá (Héraklion)
Pour les articles homonymes, voir Kera.
Kerá, en grec moderne : Κερά, est un village du dème de Chersónissos, dans le district régional de Héraklion, de la Crète, en Grèce. Selon le recensement de 2001, la population de Kerá compte 161 habitants.
Le village est situé à 50 km de Héraklion et à une altitude de 560 mètres.  Le village est mentionné dans le recensement  de Castrofilaca, sous le nom de Mesomuri mettocchio, avec 83 habitants, en 1583.